# Cherepish Ridge
Cherepish Ridge är en bergstopp i Antarktis. Den ligger i Sydshetlandsöarna. Argentina, Chile och Storbritannien gör anspråk på området. Toppen på Cherepish Ridge är 650 meter över havet.
Terrängen runt Cherepish Ridge är varierad. Havet är nära Cherepish Ridge åt nordost. Trakten är glest befolkad. Närmaste befolkade plats är St. Kliment Ohridski Base, 15,9 kilometer väster om Cherepish Ridge. 